# SWAC

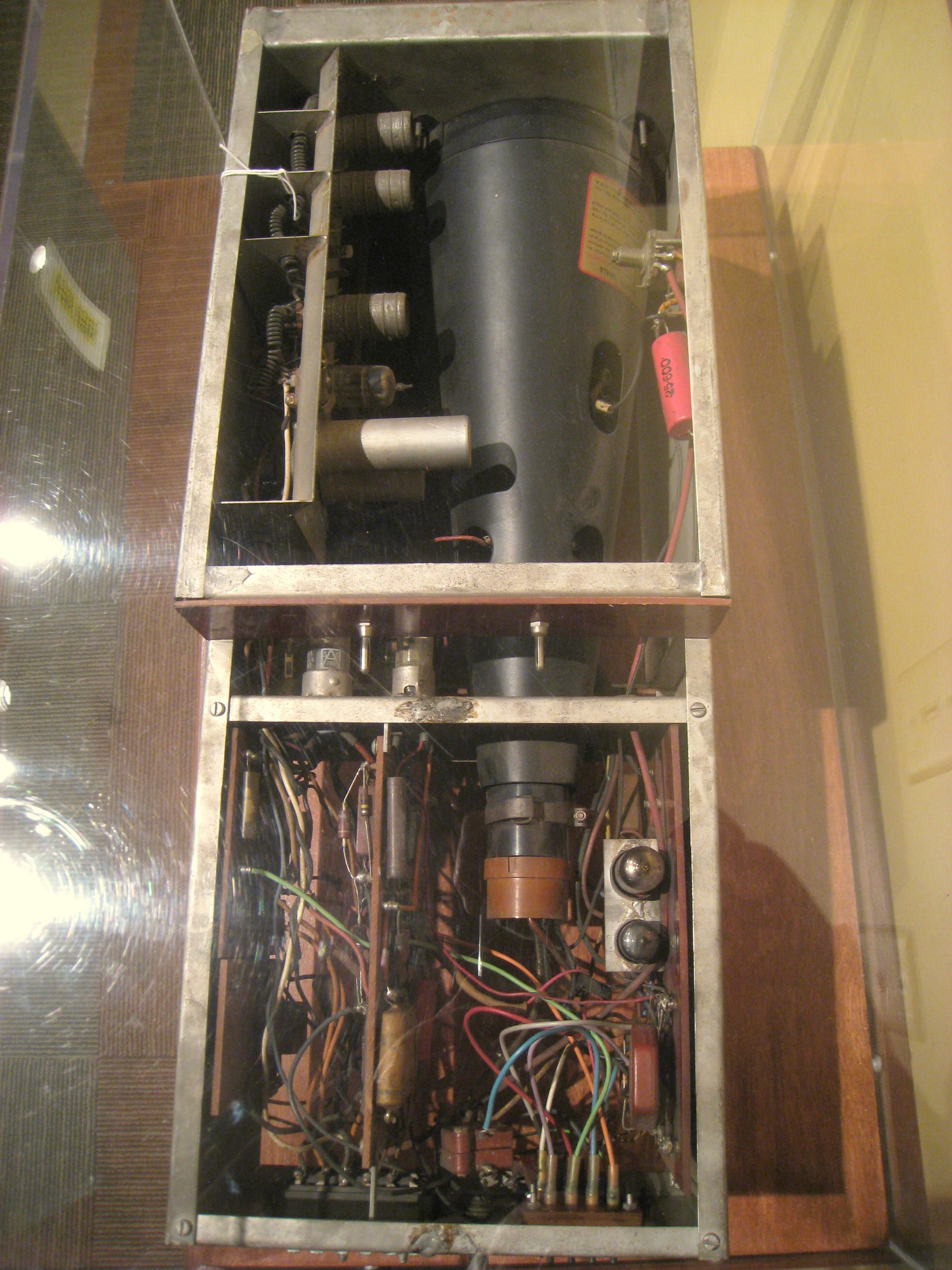
Unitat de memòria de el SWAC. Tecnologia vàlvula de buit (Tub de Williams).

El SWAC (Standards Western Automatic Computer) va ser una de les primeres computadores electròniques digitals, construït el 1950 pel National Bureau of Standards (NBS) a Los Angeles, California actualment l'Institut Nacional d'Estàndards i Tecnologia (NIST) dels EUA. Va ser dissenyat per Harry Huskey. Igual que el SEAC, construït en la mateixa època, el SWAC va ser dissenyat com un ordinador a petita escala per ser construït i posat en marxa ràpidament, Mentre es desenvolupaven al NIST altres computadores més potents (en particular, la RAYDAC de mans de Raytheon).
La màquina utilitzava 2300 tubs de buit. Tenia 256 paraules de memòria (utilitzant tubs de Williams), sent cada paraula de 37 bits. Tenia només set operacions bàsiques: sumar, restar i multiplicar (versions de precisió simple i de doble precisió); comparació, extracció, entrada (input), i sortida (output) de dades.
Quan el SWAC va ser completat al juliol de 1950, era l'ordinador més ràpid del món, fins que un any després es va completar el IAS machine. Podria sumar dos nombres i emmagatzemar el resultat en 64 microsegons. Una multiplicació similar prenia 384 microsegons a altres maquines. Va ser utilitzat per la NIST fins a 1954, i després amb millores per la UCLA fins a 1967. Els costos eren de 40$ l'hora.
Al 1952, Rafael M. Robinson va utilitzar el SWAC per descobrir cinc nombres primers de Mersenne, els nombres primers més grans coneguts al moment, amb 157, 183, 386, 664, i 687 dígits.